# Mount Barr
Mount Barr är ett berg i Kanada.   Det ligger i provinsen British Columbia, i den södra delen av landet, 3 400 km väster om huvudstaden Ottawa. Toppen på Mount Barr är 1 907 meter över havet, eller 151 meter över den omgivande terrängen. Bredden vid basen är 1,8 km. Mount Barr ingår i Skagit Range.
Terrängen runt Mount Barr är huvudsakligen mycket bergig.Runt Mount Barr är det mycket glesbefolkat, med 4 invånare per kvadratkilometer.. Närmaste större samhälle är Agassiz, 15,0 km väster om Mount Barr.
I omgivningarna runt Mount Barr växer i huvudsak barrskog.